# Салиху, Хайдин
Хайди́н Сали́ху (алб. Hajdin Salihu; род. 18 января 2002, Подуево) — косовский футболист, полузащитник клуба ЛНЗ, выступающий на правах аренды за варшавскую «Полонию».

## Клубная карьера
Салиху является воспитанником двух самых известных футбольных школ Косово, «Бесианы» и «Курды». 19 июня 2018 года он присоединился к клубу «Лапи». 1 ноября 2019 года он дебютировал в домашнем победном (1:0) матче против «Дреницы».
18 октября 2020 года Салиху перешел в клуб Первой лиги Хорватии «Локомотива» на правах сезонной аренды. Его дебют за «Локомотиву» состоялся четырнадцать дней спустя в домашнем ничейном (0:0) матче против «Истры 1961».
9 июля 2021 года Салиху подписал двухлетний контракт с хорватским клубом Первой лиги «Локомотива», трансфер которого был официально подтверждён семнадцать дней спустя.
17 января 2022 года Салиху перешёл в клуб «Лачи» на правах сезонной аренды. 10 февраля 2022 года Салиху вернулся из аренды, чтобы заменить одного из травмированных защитников «Локомотива». Двумя днями позже он сыграл первую игру после возвращения против «Истры 1961».
В июне 2023 года Салиху присоединился к косовскому клубу «Дрита». Он подписал контракт до 30 июня 2026 года.

## Карьера в сборной
Салиху представлял сборную Косово до 17 лет в квалификации чемпионата Европы среди юношей до 17 лет, помогая Косово возглавить свою группу в отборочном раунде. Он также представлял Косово на уровне U19 и U21, причём в молодёжной сборной участвовал в двух отборочных матчах чемпионата Европы среди юношей до 21 года, но на поле так и не вышел .
16 марта 2021 года «Локомотива» заявила, что Салиху решил выступать за молодёжную сборную Албании и получил вызов на мартовский сбор. 20 марта 2021 года он получил вызов из молодёжной сборной Албании на тренировочный сбор.